# Condado de Madison (Texas)
O Condado de Madison é um dos 254 condados do estado americano do Texas. A sede do condado é Madisonville, e sua maior cidade é Madisonville.
O condado possui uma área de 1 224 km² (dos quais 7 km² estão cobertos por água), uma população de 12 940 habitantes, e uma densidade populacional de 11 hab/km² (segundo o censo nacional de 2000).
O condado foi fundado em 1853.